# 蔦屋重三郎
蔦屋 重三郎（つたや じゅうざぶろう、1750年2月13日〈寛延3年1月7日〉 - 1797年5月31日〈寛政9年5月6日〉）は、江戸時代中期から後期にかけて活動した版元。
安永3年（1774年）に北尾重政の『一目千本』を刊行して以降、江戸日本橋の版元として化政文化隆盛の一翼を担い、大田南畝、恋川春町、山東京伝、曲亭馬琴、北尾重政、鍬形蕙斎、喜多川歌麿、葛飾北斎、東洲斎写楽など多数の作家、浮世絵師の作品刊行に携わった。本姓は喜多川（生誕時の本姓は丸山）、本名は柯理（）。通称は「蔦重」、「重三郎」といわれる。号は蔦屋、耕書堂、薜羅館など。商標は「富士山形に蔦の葉」とされた。自らも狂歌のほか戯作の制作も行っており、「蔦唐丸（つたのからまる）」と号した。その他、俳諧では「蔦十」と号して句を寄せている。

## 生涯

### 吉原時代
重三郎は遊郭街のあったことでも知られた「吉原の里」で産まれたとされている。石川雅望が撰した『喜多川柯理墓碣銘』や大田南畝が浅草正法寺に建てた実母顕彰碑文に拠れば、父は尾張の丸山重助、母は津与といい江戸の広瀬氏出身となっている。父親の職業はわかっていないが、吉原という特殊な地域に関係のある仕事に就いていたと考えられている。重三郎の本名は柯理（）で、（おそらく数えの）7歳の時に父母と別れて、商家であった喜多川氏の養子となった。「蔦屋」は喜多川氏が経営していた店の屋号で、重三郎はそこで幼年期を過ごした。

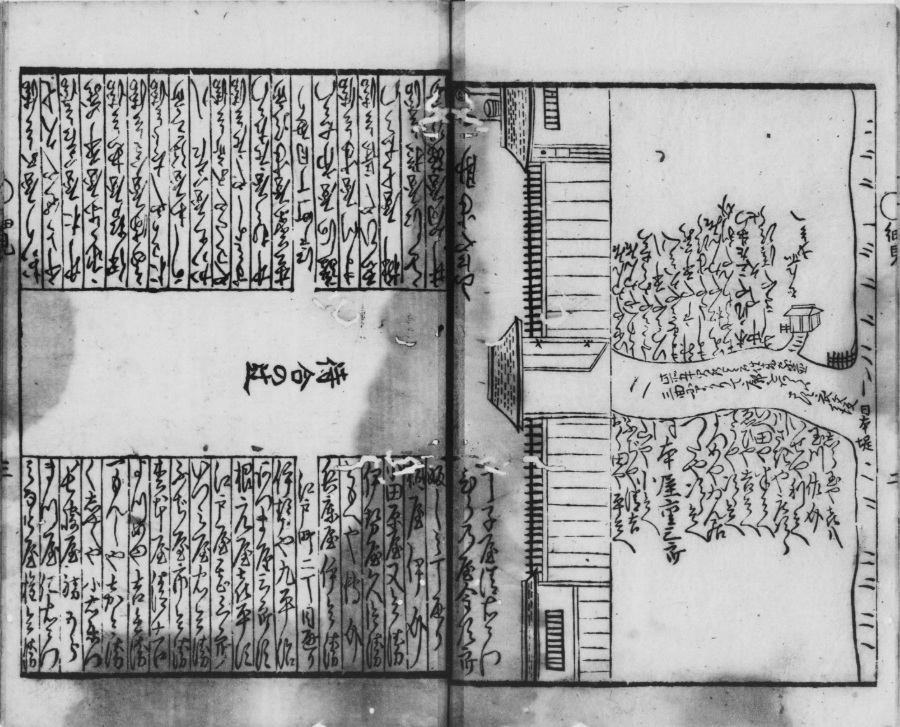
『籬の花』（1775年）
蔦屋が出版した最初の吉原細見

安永2年（1773年）には吉原五十間道に面した「蔦屋次郎兵衛店」を間借りし、書肆（しょし、本屋）「耕書堂」を営むようになった。書店では鱗形屋孫兵衛が中心となって刊行していた吉原細見『這婥観玉盤』の卸し、小売りを始めた。吉原細見とは吉原に点在する妓楼やそこに所属する遊女のランク付け、芸者や引手茶屋などを記した略地図などが掲載された、現代で言う風俗情報誌で、春秋の年2回刊行されていた。安永3年（1774年）の正月に鱗形屋が刊行した吉原細見『細見嗚呼御江戸』内の刊記に初めて「蔦屋重三郎」の名が確認できる。『細見嗚呼御江戸』の序文は福内鬼外と号した平賀源内が担当しており、重三郎と源内の間で何らかの関係性があったと指摘する研究者も存在する。
さらに同年7月には版元として初めての出版物となる北尾重政を絵師に起用した『一目千本』を刊行した。『一目千本』は遊女の名を列記した生け花を相撲の東西取組に見立てて競う趣向の遊女評判記で、安永4年（1775年）秋の『籬の花』巻末には「君たちの生たまひしゐけ入の図をせううつしにいたし」という広告が掲載されている。『一目千本』に続いて安永4年（1775年）の吉原俄に合わせて刊行された『急戯花の名寄』は、遊女の箱提灯に桜の花をあしらった挿絵とともに当該遊女の評を記した評判記で、吉原俄を見物に来た客の購買需要を見込んで刊行されたものと考えられている。重三郎は出版業そのものに関心を置いていたとみられ、鱗形屋が重版事件によって処罰され、吉原細見の刊行が困難となった安永4年（1775年）の秋からは、自ら『籬の花』と題した吉原細見の刊行を始めた。生まれも育ちも吉原だった重三郎が刊行する吉原細見は他の追随を許さない充実度を誇り、「蔦屋」の版元としての地位を確固たるものに押し上げた。

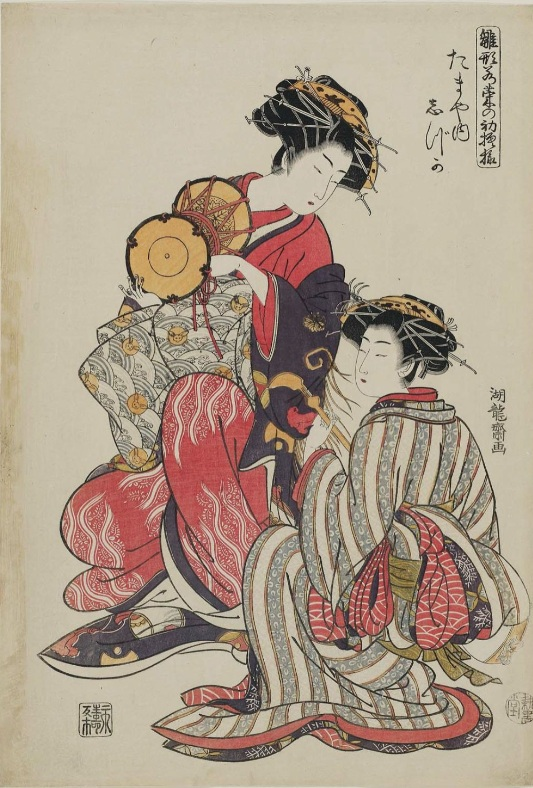
『雛形若菜の初模様』「たまや内 しづか」（1775年、礒田湖龍斎画、ボストン美術館所蔵）。
右下に「耕書堂」の版元印が確認できる。

安永4年（1775年）には老舗の版元西村屋与八と共同で礒田湖龍斎の『雛形若菜の初模様』シリーズを刊行し、大判錦絵での遊女絵の先駆けとなった。掲載される遊女の多くは突き出し（デビュー）などの記念行事に合わせて選定されたと考証されており、出版業界と吉原内部の動向を知る重三郎が橋渡し的な活動を見せたものとされている。高価な紅の絵の具が多様されている華やかな作品に仕上がっており、吉原遊郭が出版費用を提供した入銀物であった可能性が指摘されている。『雛形若菜の初模様』は天明初期までに140図を超える作品が刊行された人気シリーズとなったが、重三郎が関わったのは主に安永4年前半の12図のみであり、これは両版元の関係悪化によって重三郎の手を離れたものと考えられている。
安永5年（1776年）に入ると、山崎屋金兵衛と組んで北尾重政と勝川春章を起用した彩色摺絵本『青楼美人合姿鏡』を刊行した。『青楼美人合姿鏡』は吉原の13の妓楼で名をはせた68人の遊女の姿を、四季の移ろいをテーマに色鮮やかに描いた入銀物で、序文を重三郎自身が手掛けていることから、企画の発案や主導は彼が行ったとみられている。また、鱗形屋が手掛けた恋川春町の『金々先生榮花夢』をはじめとした黄表紙や戯作本が流行したことに刺激を受けたと見られ、安永6年（1777年）からは戯作本、安永9年（1780年）からは黄表紙の刊行にも着手するようになった。この時期に刊行を手掛けた作品としては洒落本『娼妃地理記』（道蛇楼麻阿、安永6年）、黄表紙『伊達模様見立蓬萊』（作者不明、安永9年）、『身貌大通神畧縁記』（志水燕十作、喜多川歌麿画、安永10年）などがある。特に『身貌大通神畧縁記』の作画を手掛けた歌麿は、大成前の北川豊章を名乗っていた時代であり、重三郎と組んでの仕事は大きな転機となった。さらには浄瑠璃の富本節をまとめた富本正本の刊行にも着手し、蔦屋の基幹出版物として人気を博した。天明3年（1783年）1月に入ると、鱗形屋の吉原細見株を買収し、『五葉松』という名で新たな吉原細見を刊行するようになった。その他、恋川春町や朋誠堂喜三二、志水燕十、四方赤良（大田南畝）、雲楽山人、唐来三和などを起用した黄表紙や洒落本、狂歌本の作品が刊行され、蔦屋重三郎は一線級の版元として認知されるようになった。文学研究者の鈴木俊幸は、この年に豪華な顔ぶれを揃えて正月新版を大々的に喧伝した背景には、同年の日本橋進出を視野に入れた事前宣伝の狙いがあったのではないかと指摘している。

### 日本橋時代

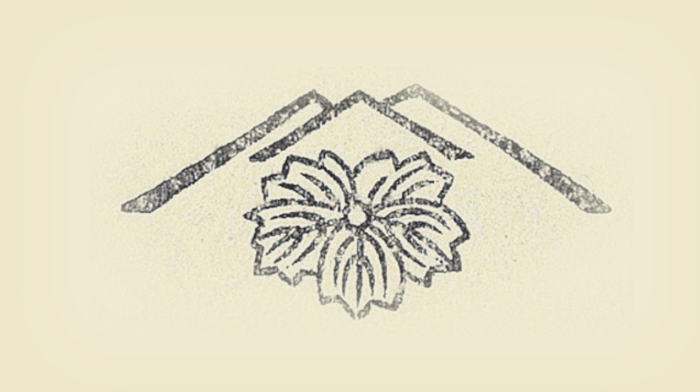
蔦屋を示す「富士山形に蔦の葉」

日本橋の通油町（）は、古くから重三郎と付き合いのあった版元の鱗形屋孫兵衛だけでなく、鶴屋喜右衛門、西村屋与八など錦絵創始の老舗版元が多数店を構える江戸の出版界の中心と言える地域であった。吉原において版元としての地盤を確固たるものとした重三郎は天明3年（1783年）9月、丸屋小兵衛の店を買い上げ、この地に進出した。重三郎は転居のタイミングで丸屋が所持していた地本問屋の株も入手した。吉原の店を手代の徳二郎に任せ、重三郎は実父母も招き、通油町の耕書堂が本拠となった。この顛末は曲亭馬琴『近世物之本江戸作者部類』の中でも言及されており、天明年代に通油町にあった丸屋を買い取って耕書堂の本店とし、一代にして蔦屋が繁盛したと伝えており、重三郎については「世の中に吉原で遊んで財産を失う者は多いが、吉原から出てきた者で大商人として成功を収める者はなかなかいない」と評している。

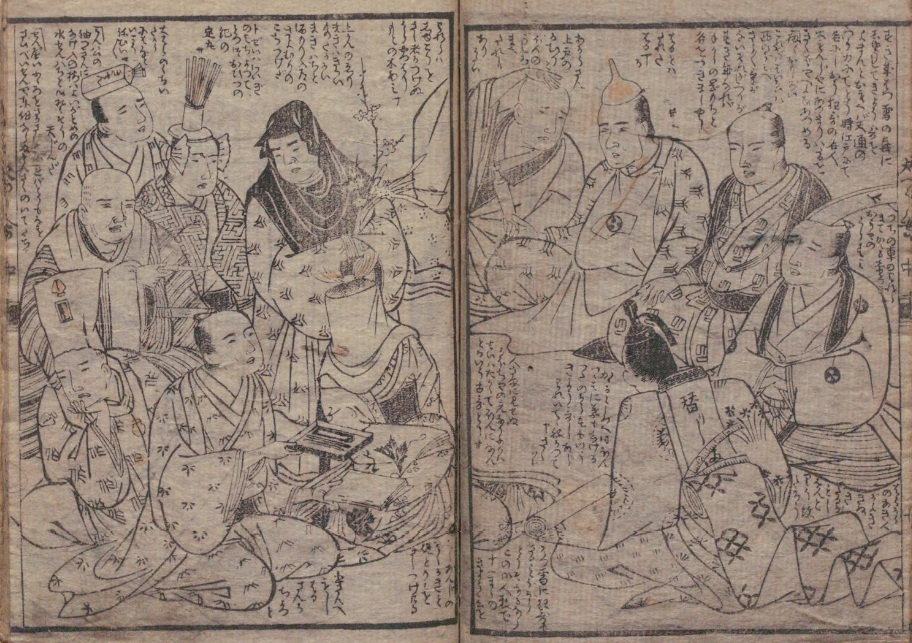
恋川春町作画『吉原大通会』（天明4年）。著名な狂歌師を吉原に呼び集めるというシーン。左下で硯箱を差し出しているのが蔦唐丸（重三郎）と解釈される。

重三郎は大田南畝との知己を得たことを契機に天明3年（1783年）より蔦唐丸と号して狂歌師としての活動も開始し、著名な狂歌師たちとの繋がりを持つようになった。狂歌師の集まりである吉原連所属し、『いたみ諸白』（朱楽菅江撰、天明4年）や『狂歌百鬼夜狂』（平秩東作編、天明5年）をはじめとした複数の狂歌本に重三郎の作品が確認できる。また、狂歌師らを連れて吉原で派手に遊びまわった記録も残されており、幅広い交際を持ったことが推察される。こうした活動によって蔦屋の狂歌本は他の追随を許さない程のシェアを獲得し、さらに巨大な版元へと成長していった。
しかし、天明2年（1782年）から続く大飢饉によって世情は不安定な状況であり、これを打破するため田沼意次に代わり老中となった松平定信は、天明7年（1787年）に寛政の改革を断行した。飢饉に備えて質素倹約が奨励され、娯楽を含む風紀取締りも厳しくなった。重三郎はこれを受けて朋誠堂喜三二作、喜多川行麿画の黄表紙『文武二道万石通』を翌天明8年（1788年）に上梓し、定信の改革を痛烈に風刺した。馬琴の『近世物之本江戸作者部類』にはこの黄表紙が未曽有の売れ行きを見せたと記録されている。その他、佐野政言と田沼意知の刃傷事件を取り扱った『時代世話二挺鼓』（山東京伝、天明8年）をはじめ、『鸚鵡返文武二道』（恋川春町、寛政元年）、『天下一面鏡梅鉢』（唐来参和、寛政元年）、『奇事中洲話』（山東京伝、寛政元年）といった政治風刺を含んだ黄表紙を相次いで制作し、発禁処分の扱いを受けた。こうした事態を受けて幕府は寛政2年（1790年）に問屋、版元に対して出版取締り命令を下し、出版物の表現内容や華美な着色、装飾などに対して規制を強めていった。
寛政3年（1791年）には山東京伝の黄表紙『箱入娘面屋人魚』、洒落本『仕懸文庫』『青楼昼之世界錦之裏』『娼妓絹籭』が摘発され、京伝は手鎖50日、重三郎は重過料により身上半減の処分を受けた。

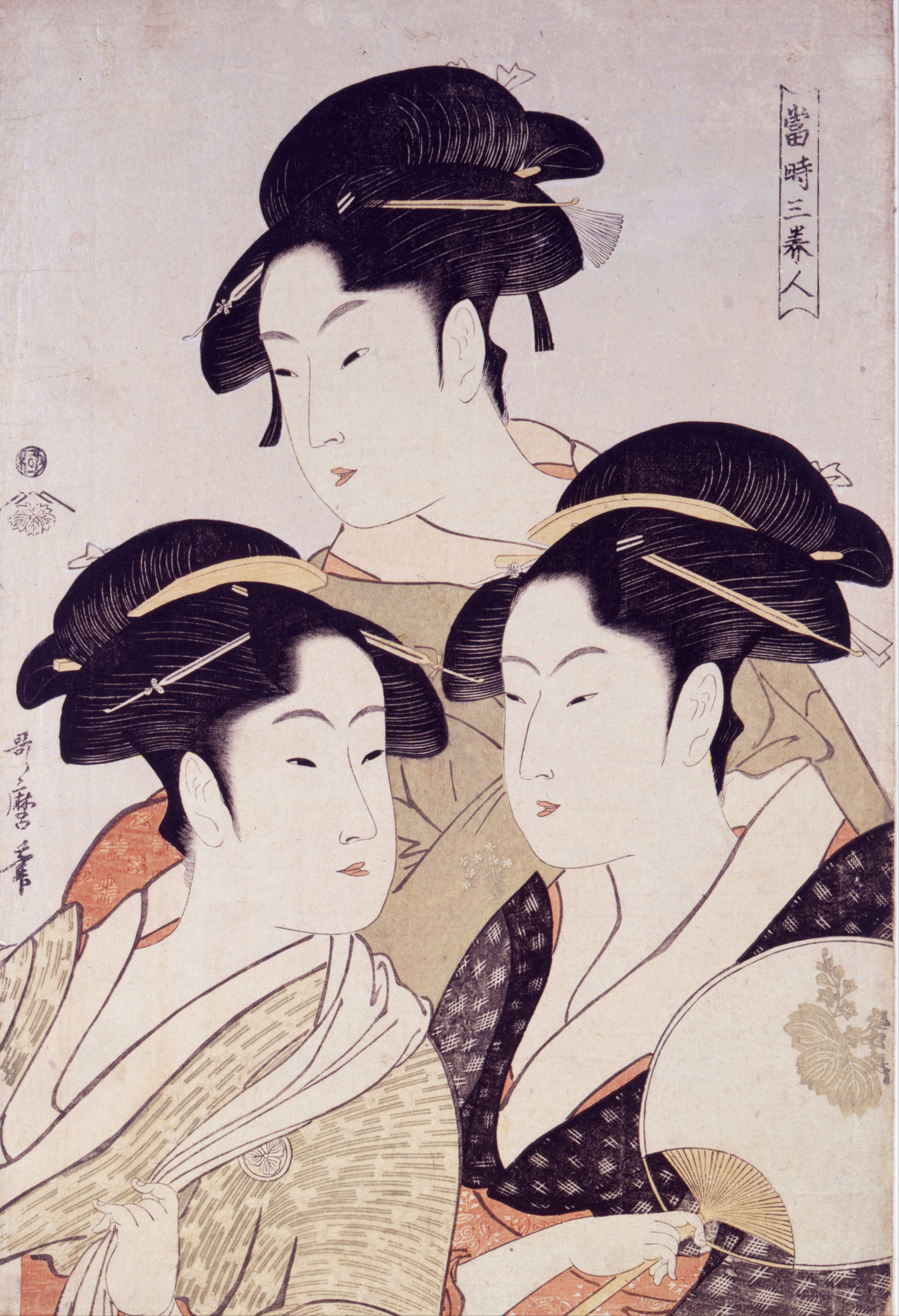
喜多川歌麿『当時三美人』（寛政5年頃）。左からおひさ、おきた、おひな。

処罰を受けたことにより重三郎は、戯作の出版を控える方向に転換し、地本問屋だけでなく書物問屋としての出版事業の地固めを行うようになった。重三郎は天明8年（1788年）頃よりいわゆる大衆向けの「地本」だけでなく、和算書や暦書、仏書、文法書、国学書といった「物之本」と呼ばれる硬派な学術書の出版を増やしていき、寛政3年（1791年）には書物問屋の株を取得し、書物問屋の組合である中通組に加入している。
さらに、喜多川歌麿を大々的にプロモーションし、美人画の錦絵を多数刊行し、別分野からの巻き返しを企図した。大首絵と呼ばれる顔を大きく捉えて半身や胸像の構図で表現する様式を美人画に初めて取り入れ、積極的に展開した。歌麿は重三郎の意図を汲み取り、表情や仕草から画題となった女性の心情が思い浮かぶような、大衆の心を惹きつける作品を量産した。市井で美人と評判の町娘などをモデルに採用し、特に浅草随身門脇の水茶屋「難波屋」のおきた、両国薬研堀米沢町の煎餅屋「高島長兵衛」の娘おひさ、吉原玉村屋抱えの芸者で浄瑠璃富本節の名取の富本豊雛は「寛政三美人」（または「当時三美人」）と呼ばれ、大いに流行した。しかし、こうした隆盛に対し、当時の幕府は「一枚絵などに評判娘などの女の名前は入れてはいけない」といった町触れを出すなど、重三郎の動向に対して厳しい目を向けていた。重三郎はこうした規制を回避するため、町娘の名を判じ絵にして刊行するなどの対策を行ったが、こうした趣向も寛政8年（1796年）には禁じられるようになった。幕府の規制に対する考え方の違いなどにより重三郎と歌麿は次第に疎遠になっていき、その後の重三郎は東洲斎写楽を起用した役者絵へと傾注していくこととなる。

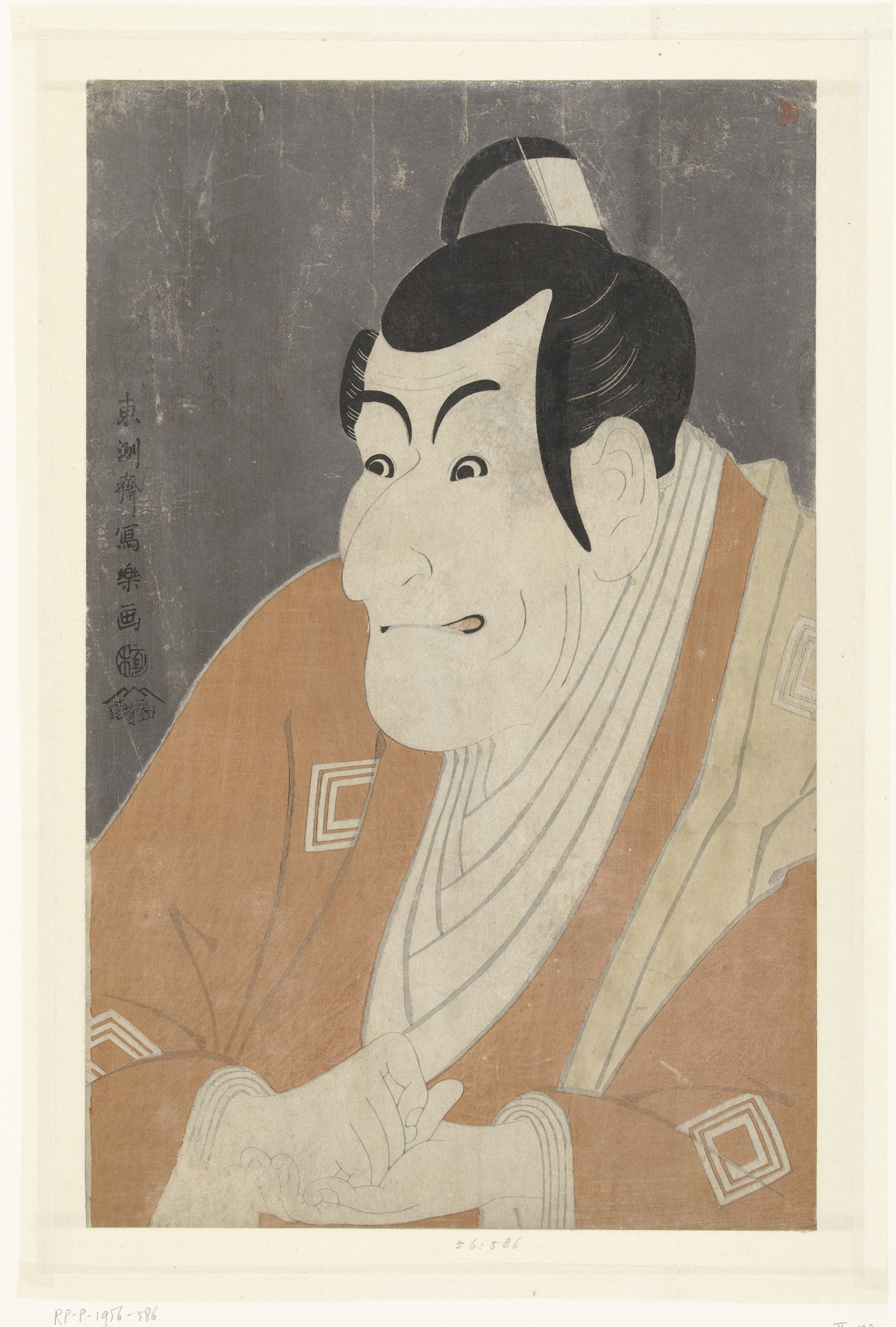
東洲斎写楽『市川蝦蔵の竹村定之進』（寛政6年）。河原崎座で上演された『恋女房染分手綱』に取材し、竹村定之進を演じる市川蝦蔵を描いている。

現代においても謎の浮世絵師として多くの美術史家が様々な考察を巡らせている東洲斎写楽は、寛政6年（1794年）5月に江戸の歌舞伎である都座、桐座、河原崎座に取材し、大判大首絵二十八図を携えて大々的に画壇に登場した。黒雲母摺の豪華な背景に主役級だけでなく端役も含めて取りそろえたラインナップには重三郎の役者絵に対する並々ならぬ執着が垣間見える。しかしこの刊行は長くは続かず、翌年正月の第4期刊行を以て写楽を起用した役者絵刊行は終了した。これは、写実的に役者の特徴を描き出そうとするあまり、役者の欠点的な特徴までもが強調される作風になっていたことが役者のファンや役者自身にとって不評だったためではないかと推察されており、当時の動向を見ていた大田南畝は自著『浮世絵類考』の中で「これまた歌舞伎役者の似顔をうつせしが、あまりに真を画かんとてあらぬさまにかきなせしかば、長く世に行われず、一両年にして止む。」と述べている。
写楽を失った重三郎は歌麿との関係修復に尽力し、不採算事業の版木を売却するなど、寛政の改革によって吹き荒れる出版界の冬の時代を乗り越えようと悪戦苦闘していたが、寛政8年（1796年）の秋ごろより体調が悪化し、伏すようになった。重三郎は寛政9年（1797年）5月6日に47歳で没した。死因は馬琴の『近世物之本江戸作者部類』などから脚気と伝えられている。馬琴は『近世物之本江戸作者部類』の中で「惜むべし、寛政九年の夏五月脚気を患ひて身まかりぬ。享年四十八歳なり」と重三郎の死を伝え、『自撰自集』の中で「夏菊にむなしき枕見る日かな」と、主が不在となった枕に哀愁の意を込めた重三郎を悼む歌を捧げている。法名は幽玄院義山日盛信士で、吉原にほど近い台東区の正法寺に葬られた。
馬琴に拠れば二代目蔦屋を襲名したのは日本橋周辺の版元伊賀屋勘右衛門の妻の従弟で、初代の番頭となった婿養子の勇助とされている。二代目は書物問屋としての家業を中心に展開していたが、初代の時代から狙っていた浮世絵師葛飾北斎を起用した作品作りを本格化させていくこととなった。初代没後の数年間で『男踏歌』（1798年）、『東遊』（1799年）、『東都名所一覧』（1800年）、『遠眼鏡』（1801年～1803年ごろ）、『絵本狂歌山満多山』（1804年）など、葛飾北斎の作品を立て続けに刊行している。こうして重三郎が立ち上げた蔦屋は書物問屋、地本問屋として四代目（文久元年（1861年））まで続いた。店舗は通油町から横山町一丁目、小伝馬町二丁目、浅草並木町雷門内、浅草寺中梅園院地借市右衛門と転々とし、菩提寺に残された過去帳によれば、五代目重三郎は小売のみの営業を明治初めまで続けていたとされる。

### 年表
ここに取り上げた年表で特に脚注の無い記述は　田中優子『蔦屋重三郎 江戸を編集した男』の「関連年表」を参照している。
- 寛延3年（1750年）1月7日、蔦屋重三郎、新吉原で誕生[49]。
- 宝暦7年（1757年・7歳）前年に実母が家を出たことにより、重三郎は喜多川氏の養子になる。
- 安永2年（1773年・23歳）新吉原の大門口五十間道に貸本、小売りの店舗を開店する。朋誠堂喜三二の洒落本『当世風俗通』刊行。
- 安永3年（1774年・24歳）吉原細見の改め『細見鳴呼御江戸』編纂に携わる。「蔦屋」の名で初めて北尾重政の評判記『一目千本』刊行。
- 安永4年（1775年・25歳）洒落本『青楼花色寄』刊行。吉原細見『籬の花』の刊行が始まる。
- 安永5年（1776年・26歳）北尾重政、勝川春章の彩色摺絵本『青楼美人合姿鏡』刊行。
- 安永6年（1777年・27歳）『明月余情』『手ごとの清水』[50]『娼妃地理記』刊行。
- 安永9年（1780年・30歳）朋誠堂喜三二の黄表紙、四方赤良の『虚言八百万八伝』などを刊行。
- 天明元年（1781年・31歳）志水燕十の黄表紙『身貌大通神畧縁記』刊行。作画を手掛けた北川豊章が初めて歌麿を名乗る。
- 天明3年（1783年・33歳）9月に日本橋通油町に進出し、耕書堂を開業する[26]。狂歌師としての活動を開始し、「蔦唐丸」を名乗る[26]。喜多川歌麿画の『燈籠番附 青楼夜のにしき』、四方赤良編の『通詩選笑知』刊行。吉原細見の株を独占し、『五葉松』を刊行する（序文は朋誠堂喜三二）[11][51]。
- 天明4年（1784年・34歳）北尾政演画の『吉原傾城新美人合自筆鏡』、四方赤良編の『通詩選』刊行。
- 天明5年（1785年・35歳）山東京伝の黄表紙『江戸生艶気樺焼』、洒落本『息子部屋』、狂歌集『故混馬鹿集』『狂歌百鬼夜狂』『夷歌連中双六』などを刊行。
- 天明6年（1786年・36歳）山東京伝の洒落本『客衆肝照子』、北尾政演画、宿屋飯盛編の狂歌絵本『吾妻曲狂歌文庫』、喜多川歌麿の絵入狂歌本『絵本江戸爵』刊行。
- 天明7年（1787年・37歳）山東京伝の洒落本『通言総籬』、喜多川歌麿の絵入狂歌本『絵本詞の花』、四方赤良編の狂歌集『狂歌才蔵集』、北尾政演画、宿屋飯盛編の狂歌絵本『古今狂歌袋』刊行。
- 天明8年（1788年・38歳）山東京伝の洒落本『傾城觿』、喜多川歌麿の絵入狂歌本『絵本虫ゑらみ』刊行。
- 寛政元年（1789年・39歳）喜多川歌麿画の『潮干のつと』刊行。恋川春町の黄表紙『鸚鵡返文武二道』刊行[26][注釈 6]。
- 寛政2年（1790年・40歳）山東京伝の『小紋雅話』、洒落本『傾城買四十八手』刊行。
- 寛政3年（1791年・41歳）山東京伝の黄表紙『箱入娘面屋人魚』、洒落本『仕懸文庫』『青楼昼之世界錦之裏』『娼妓絹籭』が摘発される。重三郎は身上半減の重過料が課される。
- 寛政4年（1792年・42歳）曲亭馬琴が番頭として蔦屋で働き始める。10月、母の津与が死去[53]。この年より翌年にかけて喜多川歌麿の美人大首絵を多数刊行。戯作制作を断念し、書物問屋として学術関連の書物刊行を始める[53]。
- 寛政5年（1793年・43歳）結婚を機に曲亭馬琴が退職[53]。
- 寛政6年（1794年・44歳）この年より翌年にかけて東洲斎写楽の役者絵を多数刊行。十返舎一九が蔦屋に寄宿、黄表紙『心学時計算』刊行。
- 寛政7年（1795年・45歳）版元蔦屋重三郎として確認されている最後の錦絵（東洲斎写楽作）が刊行[40]。本居宣長の随筆集『玉勝間』刊行[40]。
- 寛政9年（1797年・47歳）前年秋ごろより体調が悪化する[40]。3月危篤[54]。5月6日、脚気により死没。正法寺に葬られる[43]。
- 文久元年（1861年）蔦屋耕書堂廃業。

## 人物

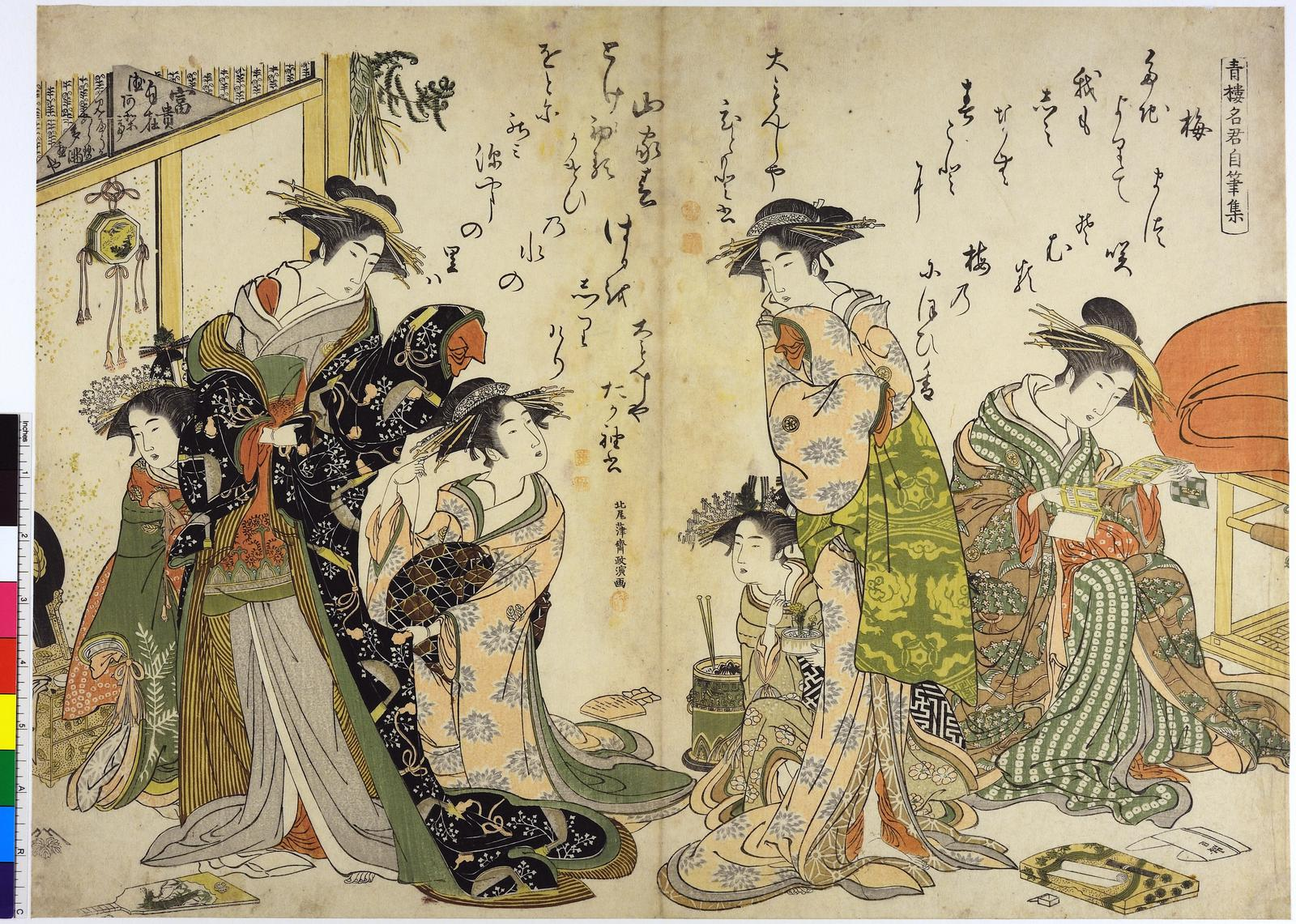
山東京伝『吉原傾城新美人合自筆鏡』（天明4年）。吉原の裏舞台を画題に山東京伝画、太田南畝序、朱楽菅江跋で蔦屋の人脈を遺憾なく発揮して刊行した作品となった。

### 性格
重三郎の性格について、江戸後期の叢書燕石十種の『戯作者小伝』の中で喜多川雪麿の話として次のように伝えられている。
これは絵師や作家などとパトロン型の付き合いを行っていたことを示しており、重三郎は才能に目を付けた場合は投資を惜しまない性格であったと言える。具体的には喜多川歌麿や十返舎一九などが該当し、食客として自身の店で衣食住を世話した記録が残されている。美術史家の松木寛は、自著の中で伝統的な版元であった西村屋与八と重三郎の、芸術家との付き合い方の違いを指摘している。西村屋がその版元の権威と影響力を最大限に行使し、ともすれば殿様商売とも言えるような強気の姿勢で経営を行っていたのに対し、重三郎は低姿勢で恩と縁を巧みに活用して経営を行っていた。こうした交際に強い力を発揮したのが生来より強いコネクションのあった「吉原」で、重三郎は多数の芸術家、知識人と吉原で遊んだという記録が残されている。松木はこうした「恩人」である重三郎の依頼を最大限に制作に転化したことで、蔦屋の出版物に秀作が多いという結果に繋がったのではないかと推論している。
狂歌師の石川雅望は重三郎のことを「秀れた気性をもち、度量が大きく細かいことにこだわらず、人に対しては信義を尊重する。」と評価している。歌麿や写楽の才能を発掘したり、南畝や京伝の傑作を生む下地を作るなど、文学や絵画に対する理解力は人並み以上に優れていたといえる。

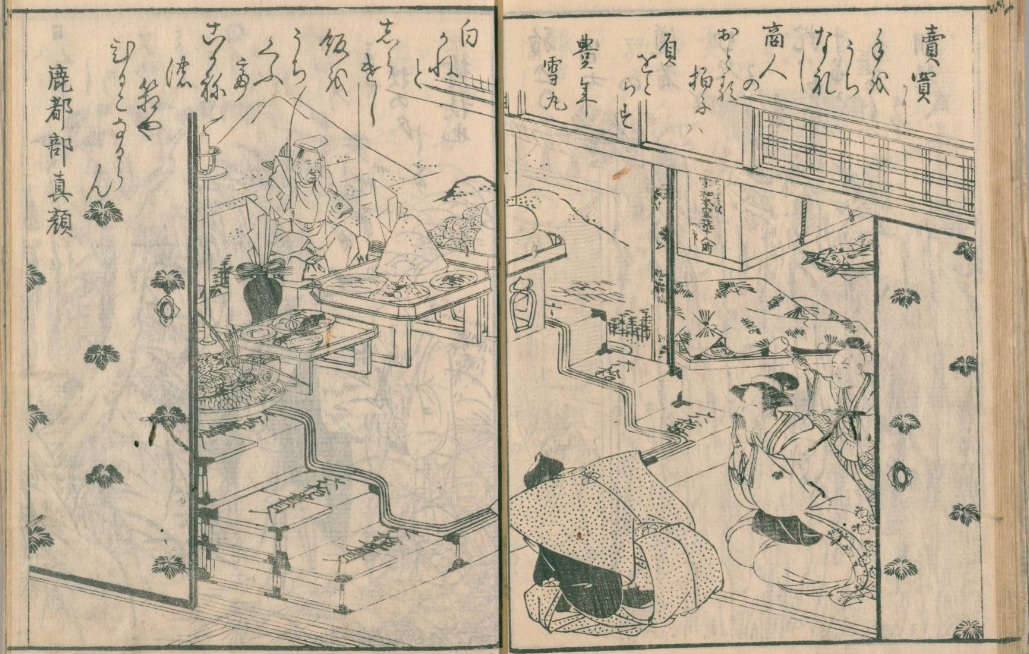
北尾重政『絵本吾妻抉』（寛政9年）。恵比寿に祈願する重三郎とその妻子。

### 家族
重三郎の出生について記した資料は先に述べた通り、石川雅望の『喜多川柯理墓碣銘』や大田南畝が浅草正法寺に建てた実母顕彰碑文であるが、どちらも震災や戦災の影響で実物は失われている。しかし、江戸後期の儒者である原念斎が著した『史氏備考』に『喜多川柯理墓碣銘』が転写されていたことから、その記述をもとに研究が進められた。
これらの記述から、父親は尾張から江戸へ出てきた丸山重助、母は江戸に住む広瀬津与とされている。兄弟があったかどうかについては不明となっている。その後重三郎は喜多川氏へ養子へ行くことになるが、後年、日本橋通油町に進出した後に父母を迎え入れていることから、良好な親子関係であったことが推察される。母の津与は教育熱心であったとされ、大田南畝の碑文には母の教育により強い意志を持ったことが重三郎の成功の一因だったと記されている。なお、重三郎の養子先の喜多川氏（蔦屋）については、どのような商いを行っていたかは明らかではなく、養父については吉原仲之町の茶屋「蔦屋利兵衛」や吉原江戸町二丁目の「蔦屋理右衛門」などの説が推察されているが、確証には至っていない。
また、重三郎自身に妻子がいたかどうかついての詳細はわかっていない。二代目を継いだ番頭の勇助が養子になったとみられる。歴史学者安藤優一郎の書籍には、重三郎の死に際に別れの言葉を交わしたこと、文政8年（1825年）に妻が死去したことが記されており、正法寺の過去帳に記された「錬心妙貞日義信女　文政8年10月11日」が重三郎の妻にあたると見られている。

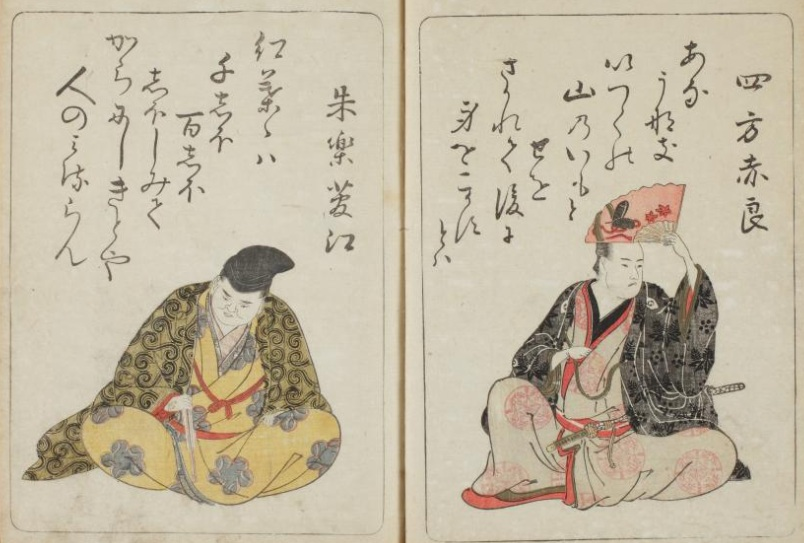
『吾妻曲狂歌文庫』より四方赤良と朱楽菅江。

### 主要関係人物

#### 狂歌師

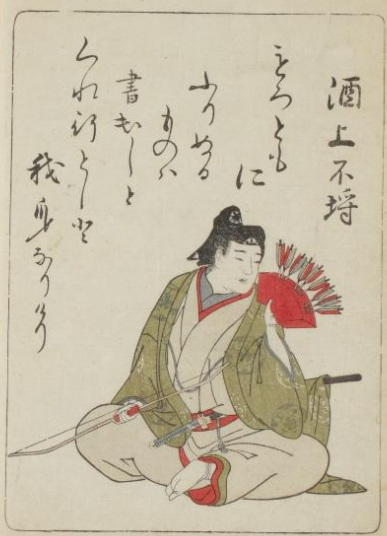
『吾妻曲狂歌文庫』より恋川春町（酒上不埒は狂歌師名）。

- 四方赤良

大田南畝、杏花園、四方山人、蜀山人などと号した狂歌師、戯作者で、蔦屋からは『狂歌狂文 老莱子』『狂歌新玉集』『狂歌才蔵集』を始め多数の狂歌本、黄表紙を刊行したほか、序文や跋文を寄せるなど幅広い活躍を見せた。その他、蔦屋の墓碑に撰文を寄稿するなど、深い関係性がうかがえる。内山椿軒門下で、唐衣橘洲、朱楽菅江らとともに天明狂歌三大家と称された。
- 唐衣橘洲

酔竹庵と号した四方赤良の同門で、四谷連の中心人物として活躍した狂歌師。蔦屋からは『俳優風』『狂歌初心抄』『狂歌部領使』などの撰者として記録されている。
- 朱楽菅江

准南堂、貫立、朱楽館などとも号した朱楽連を率いた内山椿軒門下の狂歌師で、洒落本の刊行も行っている。蔦屋からは『鸚鵡盃』『潮干のつと』を始め多数の狂歌本、狂詩本、洒落本を刊行している他、序跋寄稿も多く残されている。
- 宿屋飯盛

石川雅望、六樹園、五老斎などと号した狂歌師、戯作者で、蔦屋からは『吾妻曲狂歌文庫』『古今狂歌袋』『絵本虫ゑらみ』『龢謌夷』などを刊行している。
- 鹿津部真顔

恋川春町に師事して黄表紙などを制作していたが、四方赤良に習い狂歌師として四方連を率いた狂歌師で、蔦屋からは『狂歌網雑魚』『狂歌才蔵集』『狂歌部領使』などに撰者として参加している。

#### 戯作者
- 朋誠堂喜三二

久保田藩江戸留守居役、平沢常富の号で、他に手柄岡持、気三次、道陀楼、韓長齢などと号した。安永以降、蔦屋から多数の黄表紙を刊行し、恋川春町とともに蔦屋の双璧と称されたが、天明8年に刊行した『文武二道万石通』が絶版となったことで藩主の命により筆を断った。
- 恋川春町

鱗形屋孫兵衛の刊行した黄表紙『金々先生栄華夢』で一躍人気となり、黄表紙というジャンルを開拓した戯作者で、挿絵や狂歌も嗜んだ。他に寿山人、寿亭などとも号し、多数の黄表紙を蔦屋から刊行したが、寛政元年の『鸚鵡返文武二道』が寛政の改革を風刺したとして発禁となり幕府から呼び出しを受けるも応じず、死没した。
- 山東京伝

北尾政演と号して浮世絵の制作も手掛けた戯作者で、蔦屋からは多数の黄表紙、洒落本を刊行し、『江戸生浮気樺焼』『息子部屋』『総籬』などがその代表作として知られる。寛政3年に刊行した『仕懸文庫』『青楼昼之世界錦之裏』『娼妓絹籭』などが摘発され、手鎖五十日の刑に処されたが、その後も活発な制作活動を続けた。
- 唐来参和

武士の出であったが放浪の身となり、後に重三郎の義弟になったとされる戯作者。他に唐来山人、唐来参人、伊豆亭などとも号したほか、四方赤良の門人となり質草少々として狂歌も嗜んだ。志水燕十と同一人物とする説もある。『通神孔釈 三教色』を蔦屋から刊行して以降、寛政末まで多数の黄表紙を刊行した。
- 曲亭馬琴

10歳で滝沢家を継いで浪々としていたが、山東京伝に弟子入り後、重三郎に認められて蔦屋の番頭になった。蔦屋退職後から本格的に戯作者として活動を開始し、黄表紙などを刊行した。他に蓑笠翁、信天翁、大栄山人、著作堂主人などとも号した。文化年間に発表した読本『椿説弓張月』『南総里見八犬伝』などで大家として名を成した。
- 十返舎一九

素性は諸説あり定かではないが、『初役金烏帽子魚』で京伝の黄表紙に挿絵を描くなどしている他、『心学旹計草』『新鋳小判𫆓』『奇妙頂礼胎錫杖』などを蔦屋から刊行しており、この頃から蔦屋に寄宿していたとみられる。享和2年から刊行を始めた『東海道中膝栗毛』で名が知られるようになった。

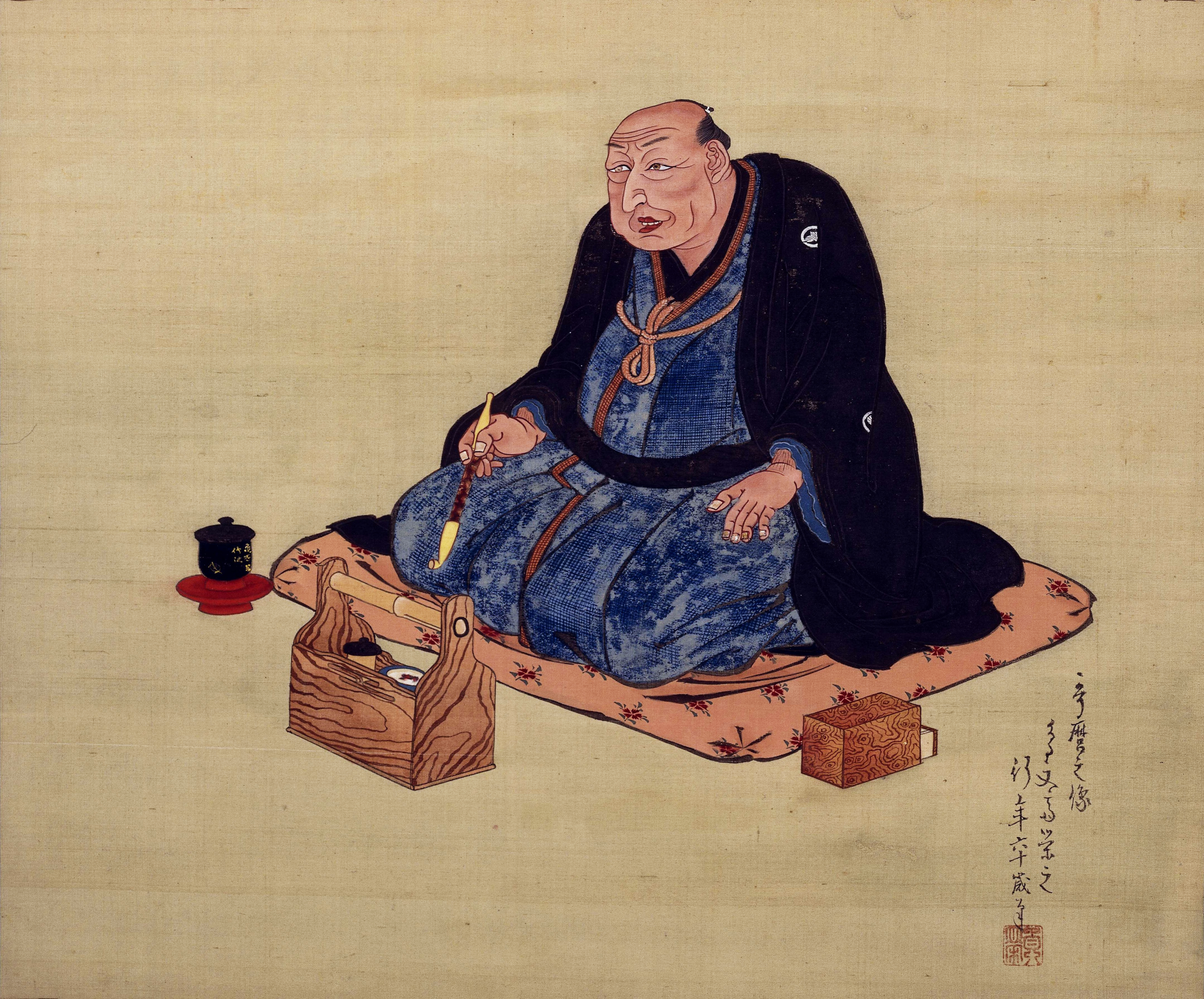
鳥文斎栄之による『喜多川歌麿肖像』（1815年）。

#### 浮世絵師
- 喜多川歌麿

鳥山石燕に師事した浮世絵師で、豊章と号して役者絵などを描いていたが、蔦屋で『身貌大通神畧縁記』に挿絵を描いて以降、歌麿と改号した。天明3年ごろより蔦屋に寄宿していたとみられ、一時期は蔦屋の専属絵師として多数の挿絵や錦絵を制作していた。寛政3年ごろより制作しはじめた美人大首絵によって美人画家の第一人者と目されるようになった。
- 東洲斎写楽

寛政6年5月から翌1月にかけて149作品もの役者絵を蔦屋から一気刊行した浮世絵師であるが、その伝歴は不明なままとなっている。
- 北尾重政

独学で浮世絵を学んだ絵師で、蔦屋最初の刊行本『一目千本』を出すなど、蔦屋との関係は深く、北尾一派で多数の作品を刊行している。
- 北尾政美

北尾重政の門人であり、鍬形蕙斎の名でも知られる浮世絵師で、寛政6年まで毎年多数の黄表紙の挿絵を担当した。
- 窪俊満

北尾重政の門人であり、石川雅望に師事して狂歌も嗜んだ浮世絵師である。蔦屋では黄表紙や狂歌本の挿絵を担当したほか、錦絵『六玉川』を制作した。

### 評価と影響
多数の作家、絵師を世に送り出し、後世に残る作品を数多く刊行した重三郎について、文学研究者の鈴木俊幸は「当時を代表する錦絵や草紙類を世に出したというだけではなく、文芸の史的展開に深く関与したという点でも注目すべき板元」であると評している。一方で商人として見た場合は個々の事業における具体的な売り上げが不透明である点などから評価をつけることは困難であると指摘している。
また、歴史学者の渡邊大門は、「多くの戯作者や絵師らとの交流を通して、稀代のプロデューサーとなった」と評し、庶民に飽きられないよう流行の最先端を追い求め、新しいもの、おもしろいものに積極的に飛びつき、形にしていった人物であるとしている。美術史家の狩野博幸は、須原屋市兵衛と並ぶ江戸を代表する版元であったと評したうえで、天明後期から寛政中期の江戸文化界を席巻したと賞賛している。浮世絵研究者の小林忠は、歌麿や写楽、馬琴、十返舎一九といった多くの逸材を世に送り出し、時代の嗜好を適切に読み取る企画力を持った版元であったとし、その実績は幕府が出版統制の見せしめとして槍玉にあげるほどであったと評している。同じく浮世絵研究者の田辺昌子は、同じような仕事を行った版元が多数いたが、当時も今も蔦屋重三郎ほど注目を集めた版元はいないと断言したうえで、他の版元との違いについて指摘している。
その他、作家の増田晶文は重三郎について「彼ほどカタカナ業種がぴったりくる江戸人は珍しい」と評したうえでその能力を現代の職業に転換し、パブリッシャーとエディター、プランナー、スカウトマンなどを兼務した「江戸のメディア王」であると評している。重三郎を主役としたNHKの大河ドラマ『べらぼう〜蔦重栄華乃夢噺〜』や主要人物として描かれる映画『HOKUSAI』で時代考証に携わった歴史作家の山村竜也は、江戸時代に流行した黄表紙を漫画の元祖であるとし、盛り上がりを見せる出版界に彗星のごとく登場し、先頭に立って牽引した人物が重三郎であると評している。日本人であるなら知らない者はいないほど著名な歌麿と写楽という巨匠を世に送り出したことが重三郎の最大の功績であるとし、江戸文化史において欠くことのできない人物の一人であるとした。

## 主要刊行作品
ここに取り上げた作品で特に脚注の無い記述は太田記念美術館『蔦屋重三郎と天明・寛政の浮世絵師たち』の「耕書堂・蔦屋重三郎版本総目録（未定稿）安永3年～寛政10年迄」を参照している。

### 版本
吉原細見

| - 『籬の花』（安永4年） - 『籬の花 後編 深見艸』（安永4年、三升菴金鯉 述、哥川國満 画） - 『名華選』（安永5年、柳栢山人 序、春章 画）、1776年。 - 『〈吉原細見〉家満人言葉 : 吉原細見やまとことば』（安永5年、柳栢山人序、春章画） - 『四季の太夫』（安永6年、春章画） - 『三津の根色』（安永6年、柳白散人序、しゅんせう画） - 『人来鳥』（安永7年、朋誠堂序、けいし画） - 『秋の夕栄』（安永8年、朋誠堂序） | - 『五街の松』（安永9年、朋誠堂序） - 『勝良影』（安永9年、朋誠堂序） - 『身通の始』（天明元年、朋誠堂序） - 『人松島』（天明2年、朋誠堂序） - 『饒の貢』（天明2年、朋誠堂序） - 『新吉原細見』（天明3年～寛政2年、寛政4年～5年） - 『吉原細見五葉松』（天明4年、朋誠堂序） - 『吉原細見』（寛政3年、寛政6年～寛政10年） |

黄表紙

| - 『通者云此事』（安永9年、政演画） - 『鐘入七人化粧灑返柳黒髪』（安永9年、喜三二作、重政画） - 『鐘入七人化粧 : 3巻』（安永9年、喜三二作、重政画） - 『廓花扇観世水』（安永9年、喜三二作、政演画） - 『竜都四国噂』（安永9年、喜三二作） - 『虚言八百万八伝』（安永9年、四方屋本太郎作、鳥居清経画） - 『夜野中狐物』（安永9年、王子風車作、政演画） - 『伊達模様 見立蓬莱』（安永9年） - 『威気千代牟物語』（安永9年） - 『嗚呼不尽 世之助噺』（安永10年、喜三二門人婦人亀遊作、鳥居清長画） - 『見徳一炊夢』（安永10年、喜三二作、重政画） - 『漉返柳黒髪』（天明元年、喜三二作、重政画） - 『其後瓢様物』（天明元年、風車作、政演画） - 『運開扇子花』（天明元年、喜三二作、政演画） - 『息子妙薬一流萬金談』（天明元年、喜三二作、政演画） - 『身貌大通神畧縁記』（天明元年、志水燕十作、忍岡哥麿画） - 『我類人正直』（天明2年、恋川春町作画） - 『雛形意気真顔』（天明2年、恋川春町作画） - 『網大茲大悲換玉』（天明2年、喜三二門人宇三太作、重政画） - 『芳野の由来』（天明2年、南陀伽紫蘭作、政演画） - 『恒例形間違曽我』（天明2年、喜三二作、重政画） - 『景清百人一首』（天明2年、喜三二作、重政画） - 『三太郎天上廻』（天明3年、喜三二作、重政画） - 『誤興大和功』（天明3年、喜三二作、重政画） - 『廓𦽳費字儘』（天明3年、恋川春町作画） - 『猿蟹遠昔噺』（天明3年、恋川春町作画） - 『啌多雁取帳』（天明3年、奈蒔野馬乎人作、忍岡哥麿画） - 『源平惣勘定』（天明3年、四方山人作、忍岡哥麿画） - 『万載集著微来歴』（天明4年、恋川はる作画） - 『梶原再見 二度の賭』（天明4年、四方作、うた麿画） - 『漢国無体 此奴和日本』（天明4年、四方作、北尾政美画） - 『君大判秘蔵小判 八重山吹色都』（天明4年、四方赤良作、北尾政美画） - 『太平記万八講釈』（天明4年、喜三二作、重政画） - 『大千世界牆の外』（天明4年、唐来参和作、重政画） - 『従夫以来記』（天明4年、竹杖為軽作、うた麿画） - 『化物二世物語』（天明4年、志水ゑん十作） - 『亀遊書双帋』（天明4年、喜三二門人婦人亀遊作、哥麿画） - 『大通箱入之疳癪』（天明5年、恋川春町作画） - 『蛸入道佃沖』（天明5年、喜三二作、哥麿画） - 『長者の飯食』（天明5年、すきまち作、喜田川哥麿画） - 『元利安売鋸商内』（天明5年、恋川好町作、哥麿門人千代女画） - 『嘘皮初音鼓』（天明5年、桜川杜芳作、喜多川千代女画） - 『向島佐々木久物』（天明5年、喜三二作、喜多川行麿画） - 『鬼堀大通話』（天明5年、喜三二作、哥麿門人行麿画） - 『八被般若角文字』（天明5年、京伝作、まさのぶ画） - 『侠中侠悪言鮫骨』（天明5年、京伝作、政演画） - 『天地人三階図絵』（天明5年、山東京伝作、政演画） - 『大悲千禄本』（天明5年、芝全交作、まさのぶ画） - 『売鉄砲排灯具羅』（天明5年、竹杖為軽作、まさのぶ画） - 『新義経細見蝦夷』（天明5年、万象作、まさのぶ画） - 『頼光邪魔入』（天明5年、唐来参和作、北尾政美画） - 『雙帋五牒夢』（天明5年、唐来参和作、北尾政美画） - 『昔々噺問屋』（天明5年、恋川すき町作、北尾政美画） - 『涎繰当字之清書』（天明5年、恋川好町作、北尾政美画） - 『莫切自根金生木』（天明5年、唐来参和作、千代女画） - 『書集芥の川々』（天明5年、唐来参和作、道麿画） - 『四牒半飛令茶人』（天明5年、恋川好町作） - 『梅花おりは乞目』（天明5年、鹿津部真顔作、北尾政美画） - 『其由来光徳寺門』（天明5年、四谷牛後作、栄し画） - 『上州七小町』（天明6年、喜三二作、北尾政美画） - 『通町御江戸鼻筋』（天明6年、唐来参和作、北尾政美画） - 『天道大福帳』（天明6年、喜三二作、北尾政美画） - 『手練偽なし』（天明6年、四方山人作、北尾政美画） - 『明七変目景清』（天明6年、山ひがし京伝作、まさのぶ画） - 『江戸春一夜千両』（天明6年、京伝作、北尾政美画） - 『去程扨其後』（天明6年、唐来参和作、北尾政美画） - 『通言武者揃』（天明6年、芝全交作、重政画） - 『仮名手本混曽我』（天明6年、万象亭作、北尾政美画） - 『持来糠長目』（天明6年、好町作、北尾政美画） - 『鳩八幡豆兼徳利』（天明6年、好町作画） - 『亀山人家妖』（天明7年、喜三二作、重政画） - 『三筋緯客気植田』（天明7年、京伝作、政演画） - 『王札附息質』（天明7年、唐来参和作、北尾政美画） - 『芝全交智恵之程』（天明7年、芝全交作、まさのぶ画） - 『御年玉』（天明7年、万象作、式亭柳郊画） - 『日本一癡鑑』（天明7年、万葉亭好町作、北尾政美画） - 『鬼堀大通語』（天明7年、朋誠堂喜三二作、喜多川行麿画） - 『嶋台眼正月』（天明7年、社楽斎万里作、まさのぶ画） - 『悦贔屓蝦夷押領』（天明8年、恋川春町作、北尾政美画） - 『文武二道万石通』（天明8年、喜三二作、歌挺門人行麿画） - 『狂言末広栄』（天明8年、京伝作、うた麿画） - 『時代世話二挺鼓』（天明8年、京伝作、哥麿門人行麿画） - 『模文画今怪談』（天明8年、唐来山人作、ゑいし画） - 『雪女廓八朔』（天明8年、京伝門人山東唐洲作、哥麻呂画） - 『吉野屋酒楽』（天明8年、京伝作、北尾政美画） - 『鸚鵡返文武二道』（寛政元年、春町作、北尾政美画） - 『奇事中洲話』（寛政元年、京伝作、北尾政美画） - 『早道節用守』（寛政元年、京伝作、政演画） - 『嗚呼奇々羅金鶏』（寛政元年、山東京伝作、うた麿画） - 『照子浄頗梨』（寛政元年～2年、山東京伝作、政演画） - 『天下一面鏡梅鉢』（寛政元年、唐来参和作、栄松斎長喜画） - 『冠言葉七目十二支記』（寛政元年、東来三和作、哥麿画） | - 『玉麿青砥銭』（寛政2年、京伝作、うた麿画） - 『雄長老寿話』（寛政2年、定丸謹作、うた麿画） - 『即席耳学問』（寛政2年、通笑作、北尾政美画） - 『忠孝遊仕叓』（寛政2年、通笑作、うた麿画） - 『本樹真猿浮気噺』（寛政2年、蔦唐丸作、喜多川歌麿画） - 『箱入娘面屋人魚』（寛政3年、京伝作、歌川豊国画） - 『蘆生夢魂其前日』（寛政3年、京伝作、重政画） - 『人間一生胸算用』（寛政3年、京伝作画） - 『世上洒落見絵図』（寛政3年、京伝作、菊亭主人画） - 『花春虱道行』（寛政4年、馬琴作、勝川春朗画） - 『桃太郎発端話説』（寛政4年、京伝作、春朗画） - 『実語教幼稚講釈』（寛政4年、京伝作、春朗画） - 『梁山一歩談』（寛政4年、京伝作、紅翠斎画） - 『天剛垂楊柳』（寛政4年、京伝作、紅翠斎画） - 『貧福両道中之記』（寛政5年、京伝作、春朗画） - 『四人詰南片傀儡』（寛政5年、京伝作、重政画） - 『先開梅赤本』（寛政5年、京伝作、重政画） - 『宿昔語笔操』（寛政5年、京伝作、重政画） - 『江戸生浮気樺焼』（寛政5年、京伝作、政演画） - 『登坂宝山道』（寛政5年、曲亭作、北尾政美画） - 『荒山水天狗鼻祖』（寛政5年、馬琴作、北尾政美画） - 『世上廻親子銭独楽』（寛政5年、唐来三和作、重政画） - 『花之笑七福参詣』（寛政5年、山東京伝作、重政画） - 『早道節用守』（寛政5年、京伝作、重政画） - 『人唯一心命』（寛政5年、唐来舎三和作、勝川春英画） - 『再会親子銭独楽』（寛政5年、三和作、政よし画） - 『三筋緯客気植田』（寛政5年、京伝作、政演画） - 『堪忍袋緒〆善玉』（寛政5年、京伝作、重政画） - 『小人国毇桜』（寛政5年、京伝作、重政画） - 『智恵次第箱根詰』（寛政5年、春道草樹作、春朗画） - 『忠臣蔵前世幕無』（寛政6年、京伝作、重政画） - 『根無草笔芿』（寛政6年、京伝作、重政画） - 『金々先生造化夢』（寛政6年、京伝作、重政画） - 『福寿海旡量品玉』（寛政6年、曲亭馬琴作、勝川春朗画） - 『高慢斎行脚日記』（寛政6年、恋川春町作画） - 『三福対紫曽我』（寛政6年、恋川春町作画） - 『親敵打腹鼓』（寛政6年、喜三二作、恋川春町画） - 『鼻峯高慢男』（寛政6年、喜三二作、恋川春町画） - 『長生見度記』（寛政6年、喜三二作、恋川春町画） - 『太平記万八講釈』（寛政6年、喜三二作、重政画） - 『天道大福帳』（寛政6年、喜三二作、北尾政美画） - 『夫従以来記』（寛政6年、竹杖為軽作、うた麿画） - 『初役金烏帽子魚』（寛政6年、山東京伝作、一九画） - 『善悪邪生大勘定』（寛政7年、三和作、重政画） - 『心学旹計草』（寛政7年、十遍舎一九作画） - 『新鋳小判𫆓』（寛政7年、十遍舎一九作画） - 『奇妙頂礼胎錫杖』（寛政7年、一九作画） - 『諺下司話説』（寛政8年、京伝作、重政画） - 『人心鏡写絵』（寛政8年、京伝作、重政画） - 『四遍摺心学草帋』（寛政8年、曲亭馬琴作、重政画） - 『化物小遣帳』（寛政8年、一九作画） - 『化物年中行状記』（寛政8年、一九作画） - 『怪談筆始』（寛政8年、一九作画） - 『昔語狐娶人』（寛政8年、菊丸門人誂々道景則作、重政画） - 『花闘戦梅魁』（寛政8年、笑丸作画） - 『星兜八声凱』（寛政8年） - 『和荘兵衛後日話』（寛政9年、京伝作、重政画） - 『虚生実草紙』（寛政9年、京伝作、重政画） - 『竜宮苦界玉手箱』（寛政9年、曲亭馬琴作、重政画） - 『北国順礼唄方便』（寛政9年、馬琴作、重政画） - 『楠正成軍慮智輪』（寛政9年、曲亭馬琴作、重政画） - 『彦山権現誓助剣』（寛政9年、傀儡子作、重政画） - 『武者合天狗俳諧』（寛政9年、傀儡子作、重政画） - 『身体開帳略縁起』（寛政9年、蔦唐丸作、重政画） - 『弌刻価万両回春』（寛政10年、京伝子作、重政画） - 『凸凹話』（寛政10年、京伝子作、重政画） - 『家内手本用心蔵』（寛政10年、唐来三和作、子興画） - 『曽我物語嘘実録』（寛政10年、三和作、重政画） - 『大雑書抜萃縁組』（寛政10年、曲亭馬琴作、重政画） - 『鼻下長生薬』（寛政10年、曲亭馬琴作、重政画） - 『増補獮猴蟹合戦』（寛政10年、曲亭門人傀儡子作、重政画） - 『賽山伏批狐修怨』（寛政10年、唐丸子作、重政画） - 『須臾之間方』（寛政10年、故人恋川春町作、重政画） - 『唐来参和名剣徳』（刊年未詳、柳原向作、栄し画） - 『江戸生艶気樺焼』（刊年未詳、京伝作、重政画） - 『江戸春一夜千両』（刊年未詳、京伝作、まさのぶ画） - 『三筋緯客気植田』（刊年未詳、京伝作、政演画） - 『狂言末広栄』（刊年未詳、京伝作、うた麿画） - 『時代世話二梃鞁』（刊年未詳、京伝作、哥麿門人行麿画） - 『奥州源氏忠臣録』（刊年未詳） - 『敵打羽宮物語』（刊年未詳、富川吟雪作画） - 『鞍馬山天狗礫』（刊年未詳） - 『吹童子』（刊年未詳） - 『渋谷金王出世桜』（刊年未詳） - 『桃太郎昔噺』（刊年未詳） - 『静一代記』（刊年未詳、鳥居清長画） - 『阿部晴明一代記』（刊年未詳） - 『実盛一代記』（刊年未詳） - 『西行法師一代記』（刊年未詳） - 『仙台萩東伽羅男』（刊年未詳） - 『苅萱一代記』（刊年未詳、鳥居喜満画） - 『人麿一代記』（刊年未詳、鳥居喜満画） - 『二代鉢之木』（刊年未詳、鳥居喜満画） - 『面向不背珠』（刊年未詳） - 『大江山 酒呑童子』（刊年未詳） - 『三廻縁組帯』（刊年未詳） |

狂歌本

| - 『狂歌網雑魚』（天明3年、赤松金鶏詠） - 『浜のきさこ』（天明3年、四方赤良編） - 『通詩選笑知』（天明3年、四方山人編） - 『前編栗の本 大本の生限』（天明4年、宿屋飯盛編、北尾政美画） - 『後編栗の本 太の根』（天明4年、うた麻呂画） - 『年始御礼帳』（天明4年、哥麿門人千代女画） - 『早来恵方道』（天明4年、北尾政美画） - 『金平子供遊』（天明4年、四方赤良序、歌麿門人千代女画） - 『道外百人一首』（天明4年） - 『狂歌狂文 老莱子』（天明4年、四方山人著） - 『いたみ諸白』（天明4年、朱楽菅江撰） - 『通詩選』（天明4年、四方山人編） - 『故混馬鹿集』（天明5年、漢江撰） - 『狂哥天河』（天明5年、古瀬勝雄、飛塵馬蹄編） - 『狂歌百鬼夜狂』（天明5年、平秩東作編） - 『十才子名月詩集』（天明5年、宿屋飯盛編） - 『狂歌新玉集』（天明6年、四方赤良撰） - 『俳優風』（天明6年、朱楽菅江編、頭光画） - 『高橋琳李古稀賀集』（天明6年） - 『吾妻曲狂歌文庫』（天明6年、宿屋飯盛撰、政演画） - 『絵本江戸爵』（朱楽館主人 著、蔦唐丸 編、喜多川歌麿 画）、1786年（天明6年）。 - 『絵本吾妻からげ』（天明6年、書林から丸編、重政画） - 『絵本八十宇治川』（天明6年、四方山人編、北尾紅翠斎画） - 『千里同風』（天明7年、四方山人撰） - 『狂歌才蔵集』（天明7年、四方赤良撰） - 『古今狂歌袋』（天明7年、宿屋飯盛撰、政演画） - 『絵本詞の花』（天明7年、重三郎編、喜多川歌麿画） - 『狂歌芋の葉』（天明7年、赤良撰） - 『鸚鵡盃』（天明8年、朱楽菅江撰） - 『狂歌 すきや風呂』（天明8年、真顔編） - 『画本虫ゑらみ』（天明8年、宿屋飯盛撰、喜多川歌麿画） - 『絵本百千鳥１』（天明8年、赤松金鶏撰、喜多川歌麿画） - 『絵本百千鳥２』（天明8年、赤松金鶏撰、喜多川歌麿画） | - 『絵本譬喩節』（寛政元年、つふり光作、喜多川哥麿画） - 『龢謌夷』（寛政元年、宿屋飯盛撰、喜多川哥麿画） - 『狂月望』（寛政元年、紀定丸撰、喜多川歌麿画） - 『絵本百囀』（寛政元年、奇々羅金鶏撰、喜多川哥麿画） - 『普賢像』（寛政2年、つふり光序、喜多川歌麿画） - 『狂歌初心抄』（寛政2年、唐衣橘洲作） - 『絵本吾妻遊』（寛政2年、歌麿画） - 『絵本駿河舞』（寛政2年、喜多川歌麿画） - 『銀世界』（寛政2年、宿屋飯盛撰、喜多川歌麿画） - 『絵本あまの川』（寛政2年、宿屋飯盛撰、喜多川歌麿画） - 『狂歌新玉集』（寛政3年、鹿津部真顔編） - 『狂歌部領使』（寛政3年、唐衣橘洲、宿屋飯盛他編） - 『絵本福寿草』（寛政3年、寝語軒美隣編、北尾紅翠斎画） - 『狂歌上段集』（寛政5年、桑楊庵編） - 『どうれ百人一首』（寛政5年、鹿都部真顔編、政演画） - 『癸丑春帖』（寛政5年、桑楊庵光編、等琳他画） - 『新古今狂歌集』（寛政6年、もとのもくあみ編） - 『四方の巴流』（寛政7年、狂歌堂撰、蕙斎政美他画） - 『春の色』（寛政7年、桑楊庵編、窪俊満他画） - 『花ぐはし』（寛政7年、鹿津部真顔撰、重政画） - 『二妙集』（寛政7年、酔竹園橘洲編、北尾紅翠斎画） - 『狂歌立春抄』（寛政8年、元杢網撰） - 『金撰狂歌集』（寛政8年、黒羽二亭金埒撰、蕙斎政美画） - 『狂歌かひあはせ』（寛政8年、巴水亭貞三他撰、探泉画） - 『百さへつり』（寛政8年、後巴人亭光編、窪俊満他画） - 『狂歌柳の絲』（寛政9年、浅草庵撰、北斎宗理他画） - 『晴天戦歌集』（寛政9年、後巴人亭光編、哥麿画、仁義道守画） - 『男踏歌』（寛政10年、浅草菴撰、北斎宗理他画） - 『言葉のもとすゑ』（寛政10年、元木網編） - 『狂歌春輿』（刊年未詳、有耳亭常恒画） - 『百千鳥』（刊年未詳、赤松金鶏序、勝川春潮画） - 『絵本千代の秋』（刊年未詳、狂夫金鶏序、勝川春潮画） - 『絵本紅葉橋』（刊年未詳、金鶏序、勝川春潮画） - 『潮干のつと』（あけら菅江 編、喜多川歌麿 画）、寛政初期。 |

洒落本

| - 『青楼花色寄』（安永4年） - 『娼妃地理記』（安永6年、道蛇楼麻阿作） - 『大通客 一騎夜行』（安永9年、志水燕十作） - 『大通人好記』（安永9年、在原持麿作） - 『東西南北 突当富魂短』（天明元年、西奴作） - 『滸都酒美撰』（天明3年、志水燕十作） - 『通神孔釈 三教色』（天明3年、唐来参和作、うた麿画） - 『傾情手管 智恵鑑』（天明3年、雲楽山人作、忍岡うた麿画） - 『彙軌本紀』（天明4年、島田金谷作） - 『息子部屋』（天明5年、京伝作、まさのぶ画） - 『和唐珎解』（天明5年、唐来参和作） - 『客衆肝照子』（天明6年、山東京伝作、政演画） - 『総籬』（天明7年、山東京伝作、山東けいこう画） - 『野夫鑑』（天明7年、東湖山人作、哥麻呂画） | - 『吉原やうし』（天明8年、山東京伝作） - 『傾城觿』（天明8年、山東京伝作画） - 『曽我糖袋』（天明8年、唐洲作、うた麿画） - 『女郎買之糖呆増汁』（天明8年、赤蜻蛉作、千杏画） - 『新造図彙』（寛政元年、山東京伝作画） - 『傾城買四十八手』（寛政2年、山東京伝画） - 『仕懸文庫』（寛政3年、山東京伝作、山東画） - 『娼妓絹籭』（寛政3年、山東京伝作） - 『錦之裏』（寛政3年、山東京伝作、山東画） - 『古契三娼』（刊年未詳、山東京伝作、政演画） - 『夜半の茶漬』（刊年未詳、山東鶏告作、山東唐洲作、京伝画） - 『田舎芝居』（刊年未詳、万象亭作） - 『浮世仮宅夕口舌』（刊年未詳、赤蜻蛉作、千杏画） - 『役者三台図会』（刊年未詳） |

噺本

| - 『現金安売ばなし』（安永4年、蔦唐丸作、鳥居清経画） - 『青楼吉原咄』（安永8年、黒蝶亭可立作） - 『気のくすり』（安永8年、黒狐通人作） - 『舛落はなした子』（安永9年、黒蝶亭可立作） - 『口合はなし目貫』（安永9年、黒蝶亭可立作） - 『柳巷訛言』（天明3年、物からのふあんど作、恋川はる町画） - 『落咄人来鳥』（天明3年、清遊軒作、政演画） - 『わらふ門』（天明6年、清遊軒編、北尾政美画） - 『夷可美』（天明6年、莞津喜笑顔編、北尾政美画） - 『わらひ男』（天明6年、うき世伊之介編、北尾政美画） - 『笑袋』（天明6年、北尾政美画） - 『笑南枝』（天明6年、北尾政美画） - 『御臍の煮花』（寛政元年、莞津喜笑顔作、北尾政美画） - 『新米牽頭持』（寛政元年、清遊軒作、北尾政美画） - 『炉開噺口切』（寛政元年、うき世伊之介作、うた麻呂画） - 『樽酒聞上手』（寛政元年、哥麿門人千代女画） - 『太郎花』（寛政元年、京伝作、北尾政美画） | - 『福種笑門松』（寛政2年、山東京伝作、うた麿画） - 『冨貴樽』（寛政4年、曼鬼武作） - 『笑府衿裂米』（寛政5年、曲亭馬琴作、北尾政美画） - 『梅の笑』（寛政5年、村瓢子作） - 『華ゑくほ』（寛政5年、おに武作） - 『落はなし』（寛政6年、蔦重編、北尾政美画） - 『落はなし』（寛政6年、恒斎編、まさのぶ画） - 『おとし咄紙鳶』（寛政6年、恒斎編、まさのぶ他画） - 『滑稽即興噺』（寛政6年、山東京伝編） - 『かうとくじ』（寛政7年、栄し画） - 『落咄人来鳥』（寛政7年、清遊軒作、政演画） - 『落噺百囀』（寛政7年、清遊軒作、政演画） - 『一雅三笑』（刊年未詳） - 『おとし咄の問屋』（刊年未詳、唐丸作、北尾政美画） - 『戯話睦通記』（刊年未詳、竹杖為軽作、うた麿画） - 『落咄 きゝもの』（刊年未詳、まさのぶ画） |

| 評判記 - 『一目千本』（安永3年、紅塵陌人序、重政画） - 『急戯花の名寄』（安永4年、耕書堂序） - 『江戸しまん評判記』（安永6年、柳荷五瀾作） - 『燈籠番附 青楼夜のにしき』（天明3年、喜多川歌麿画） - 『古今いろは評林』（天明5年、八文舎自笑作） - 『青楼夜のにしき』（天明5年） - 『よるのにしき』（刊年未詳） | 滑稽本 - 『指面草』（天明6年、山東京伝作、まさのぶ画） - 『小紋新法』（天明6年、山東京伝作、政演画） - 『初衣抄』（天明7年、京伝作、政演画） - 『小紋雅話』（寛政2年、山東京伝作画） - 『松魚智慧袋』（寛政5年、山東京伝作画） |

| 俳諧本 - 『鶉衣』（天明8年、横井也有作） - 『鶉衣』（寛政元年、半掃庵他作） - 『絵本多能志美種』（寛政8年、一陽井編、清泉画） - 『絵本許の色』（刊年未詳、一陽井素外序、門生花藍画） - 『絵本花累葉』（刊年未詳、雪中庵序、北尾紅翠斎画） - 『絵本玉池水』（刊年未詳、谷素外編、北尾氏画） - 『絵本世吉の物競』（刊年未詳、素外編） - 『絵本琵琶海』（刊年未詳、雪中庵完来編、重政画） | 読本 - 『青楼奇事 烟花清談』（安永5年、葦原駿守中作、鄰松画） - 『通俗醒世恒言』（寛政2年、南畝序、逆旅主人作） - 『高尾船字文』（寛政8年、曲亭馬琴作、長喜画） - 『指面草』（刊年未詳、山東京伝作） 川柳本 - 『古今前句集』（寛政9年） 和歌本 - 『万葉集略解』（寛政8年、橘千蔭作） |

| 狂歌俳諧本 - 『麦生子』（天明7年、四方山人等序、歌麻呂他画） - 『友なし猿』（寛政9年、白猿詠、三升画） 狂詩本 - 『通詩選諺解』（天明7年、四方山人編） | 狂文 - 『四方のあか』（天明8年、宿屋飯盛序、四方山人作） 謡曲 - 『小謡百二十番』（寛政6年） |

| 浄瑠璃本 - 『夏衣裳鴈染』（刊年未詳） 随筆 - 『玉かつま』（寛政7年、本居宣長作） - 『乗穂録』（寛政8年、岡田挺子編） 絵本物 - 『商家必要 万手形案文』（寛政7年） | 生花本 - 『手ごとの清水』（安永6年、清水景澄作、重政画） 類書 - 『彼此合符』（寛政8年、岡田挺子編） 和算本 - 『利得算法記大成』（天明8年、志水裡町斎撰） |

| 暦本 - 『暦日諺解』（寛政元年、平安柳精子作） - 『こよみ便覧』（寛政5年、太玄斎著） - 『こよみ便覧』（寛政10年） 仏書 - 『解難 釜斯幾』（寛政5年、烏有道人作） 儒教書 - 『考経平仮名附』（寛政9年、石川雅望作） - 『考経小解』（刊年未詳、熊沢了海作） | 文法 - 『文字竅』（寛政6年、石成金天基作） 国学 - 『出雲国造神寿後釈』（寛政8年、本居宣長） 辞書 - 『常語藪』（寛政8年、岡田挺之編） - 『物数称謂』（寛政8年、岡田挺子編） |

### 浮世絵
絵本

| - 『青楼美人合姿鏡』（安永5年、耕書堂作、重政画、勝川春章画） - 『明月余情』（安永6年、朋誠堂序、恋川春町画） - 『商売往来』（安永9年、天明5年） - 『新撰 耕作往来千秋楽』（安永9年） - 『女今川艶紅梅』（天明元年） - 『年中用文至宝蔵』（天明2年） - 『実語教童子教』（天明2年、天明4年） - 『百姓今川准状』（天明2年、寛政元年） - 『貞永 御成敗式目』（天明3年、寛政元年） - 『本朝千字文』（天明3年） - 『手習本女教平生珠文庫』（天明3年） - 『京内詣』（天明3年） - 『庭訓往来』（天明3年） - 『吉原傾城 新美人合自筆鏡』（天明4年、四方山人序、朱楽館主人跋、政演画） - 『通俗画図勢勇談 天』（天明4年、志水燕十作、鳥山石燕画） - 『通俗画図勢勇談 地』（天明4年、志水燕十作、鳥山石燕画） - 『用文章』（天明4年） - 『静世政勢 武家諸法度』（天明4年、狩野探幽画） - 『古湊道中記』（天明4年、南畝跋、哥麿画） - 『文宝古状揃万歳鑑』（天明5年） - 『年中用文至宝蔵』（天明5年） - 『万用手形鑑』（天明5年） - 『泰平江戸往来』（天明5年） - 『絵本武将一覧』（天明6年、北尾紅翠斎画） | - 『慶子画譜』（天明6年、洛の自笑編） - 『人遠茶懸物』（天明6年、一仏斎序） - 『絵本武者蛙』（天明7年、宿屋飯盛序、重政画） - 『竜田詣』（天明8年） - 『歴代武将通鑑』（寛政元年、北尾紅翠斎画） - 『古状揃』（寛政2年） - 『絵本武将記録』（寛政2年、耕書堂作、北尾紅翠斎画） - 『西洋銭請』（寛政2年、源竜橋作） - 『新撰銭請』（寛政2年、源竜橋作） - 『彩雲堂蔵泉目録』（寛政2年、竜橋公作） - 『宝珠庭訓往来如意文庫』（寛政5年、重政画） - 『絵兄弟』（寛政6年、山東京伝作画） - 『略解千字文』（寛政6年、蛾術斎作） - 『智学古状揃宝蔵』（寛政6年） - 『女用文書千代寿』（寛政6年、重政画） - 『絵本名所江戸桜』（寛政7年） - 『絵本松のしらべ』（寛政7年、春章画） - 『価附銭鑒』（寛政7年、中村伝兵衛著） - 『分量考』（寛政7年、竜橋公作） - 『万物名数往来』（寛政7年） - 『江戸往来』（寛政7年） - 『弄銭奇鑑』（寛政8年、竜橋公作） - 『春栄百人一首姫鏡』（寛政9年） - 『絵本二十四孝』（寛政9年、石川雅望作、松斎画、茂木寛画） - 『和漢 古今泉貨鑑』（刊年未詳） - 『絵本番附』（刊年未詳、歌麿画） |

大判錦絵
- 『雛形若菜の初模様』（安永4年、礒田湖龍斎画、西村屋との共同出版）[81]
- 『青楼仁和嘉女芸者部』（天明3年、喜多川歌麿画）[82]
- 『三保の松原道中』（天明7-8年頃、喜多川歌麿画）[83]
- 『三囲参詣の往来』（天明7-8年頃、鳥居清長画）[84]
- 『六玉川』（天明末年-寛政3年頃、窪俊満画）[85]
- 『扇屋内』（寛政3年、喜多川歌麿画）[86]
- 『婦人相学十躰』（寛政4-5年頃、喜多川歌麿画）[87]
- 『婦女人相十品』（寛政4-5年頃、喜多川歌麿画）[88]
- 『当時三美人 富本豊ひな 難波屋きた 高しまひさ』（寛政4-5年頃、喜多川歌麿画）[89]
- 『井筒中居かん、藝子あふきやふせや』（寛政4-5年頃、栄松斎長喜画）[90]
- 『六玉川』（寛政5年、喜多川歌麿画）[88]
- 『高級遊女集』（寛政5年、喜多川歌麿画）[88]
- 『高島おひさ』（寛政5年頃、喜多川歌麿画）[91]
- 『難波屋おきた』（寛政5年頃、喜多川歌麿画）[88]
- 『四季の美人』（寛政5年頃、栄松斎長喜画）[92]
- 『難波屋の店先』（寛政5年頃、栄松斎長喜画）[93]
- 『三代目市川高麗蔵 三代目坂田半五郎 初代中山富三郎』（寛政5年頃、勝川春英画）[94]
- 『歌撰恋之部』（寛政5-6年頃、喜多川歌麿画）[95][96]
- 『遊女三幅対』（寛政5-6年頃、喜多川歌麿画）[97]
- 『当世踊子揃』（寛政5-6年頃、喜多川歌麿画）[96]
- 『市川蝦蔵の竹村定之進』（寛政6年、東洲斎写楽画）[40]
- 『初代市川男女蔵の奴一平』（寛政6年、東洲斎写楽画）[98]
- 『三代目大谷鬼次の江戸兵衛』（寛政6年、東洲斎写楽画）[99]
- 『三代目佐野川市松の祇園町の白人おなよ』（寛政6年、東洲斎写楽画）[100]
- 『中島和田右衛門のぼうだら長左衛門と中村此蔵の舟宿かな川やの権』（寛政6年、東洲斎写楽画）[101]
- 『四代目松本幸四郎の新口村孫右衛門と初代中山富三郎の傾城梅川』（寛政6年、東洲斎写楽画）[102]
- 『初代中山富三郎の宮城野』（寛政6年、東洲斎写楽画）[103]
- 『役者舞台之姿絵』（寛政6年、歌川豊国画）[104]
- 『青楼十二時』（寛政6年頃、喜多川歌麿画）[105]
- 『名取酒六家選』（寛政6年頃、喜多川歌麿画）[106]
- 『袖が浦の亀吉』（寛政6-7年頃、喜多川歌麿画）[107]
- 『高輪の女』（寛政6-7年頃、喜多川歌麿画）[107]
- 『霞織娘雛形』（寛政6-7年頃、喜多川歌麿画）[107]

中判錦絵
- 『幼童云此奴和日本』（寛政3年頃、鳥居清長画）[108]

小判錦絵
- 『仁和嘉狂言』（寛政3年、勝川春朗画）[109]

細判錦絵
- 『三代目坂田半五郎の旅僧 実は鎮西八郎為朝』（寛政3年、勝川春朗画）[110]
- 『三代目市川八百蔵の八幡太郎義家』（寛政6年、東洲斎写楽画）[93]
- 『三代目沢村宗十郎の曽我の十郎祐成』（寛政6年、東洲斎写楽画）[93]
- 『二代目中村仲蔵の荒牧耳四郎』（寛政6年、東洲斎写楽画）[111]
- 『三代目瀬川菊之丞の傾城かつらぎ』（寛政6年、東洲斎写楽画）[112]
- 『市川鰕蔵の日本廻国の修行者良山』（寛政6年、東洲斎写楽画）[113]

間判錦絵
- 『近江屋錦車 初代中山富三郎のさざなみ辰五郎女房おひさ』（寛政6年、東洲斎写楽画）[103]
- 『吉原仁和嘉』（寛政7年、喜多川歌麿画）[107]
- 『風俗浮世八景』（寛政7年頃、喜多川歌麿画）[114]
- 『婦人職人分類』（寛政7年頃、喜多川歌麿画）[115]

小奉書全紙判錦絵
- 『新吉原仮宅両国之図』（天明4年、喜多川歌麿画）[116]

## 蔦屋重三郎を主題とした作品
蔦屋重三郎を主題とした作品について記述する。
小説
- 『写楽まぼろし』（杉本章子著、新人物往来社、1983年、ISBN 978-4404011473。1989年文春文庫、ISBN 978-4167497019、2024年文庫改題『写楽まぼろし 蔦屋重三郎と東洲斎写楽』、朝日文庫、ISBN 978-4022651754）[注釈 10]
- 『蔦重の教え』（車浮代著、飛鳥新社、2014年、ISBN 978-4864103060。2021年双葉文庫、ISBN 978-4575524550）
- 『蔦屋』（谷津矢車著、学研マーケティング、2014年、ISBN 978-4054059726。2024年文春文庫、ISBN 978-4167922849）
- 『稀代の本屋 蔦屋重三郎』（増田晶文著、草思社、2016年、ISBN 978-4-7942-2248-0。2019年草思社文庫、ISBN 978-4794223968）
- 『蔦屋重三郎事件帖(一・二)』（鈴木英治著、ハルキ文庫、2017年・2018年、ISBN 978-4758441087・ISBN 978-4758441667）
- 『蔦屋重三郎 浮世を穿つ「眼」をもつ男』（高橋直樹著、潮文庫、2024年、ISBN 978-4-267-02444-3）
- 『蔦屋重三郎の時代 小説集』（吉川英治・邦枝完二・国枝史郎・永井荷風著、作品社、2024年、ISBN 978-4-86793-056-4）
- 『華の蔦重』（吉川永青著、集英社、2024年、ISBN 978-4087718874）
- 『江戸を照らせ 蔦屋重三郎の挑戦』（小前亮著、小峰書店、2024年、ISBN 978-4338081788）
- 『狭間の子 吉原五十間道 菓子処つた屋』（澤見彰著、河出文庫、2024年、ISBN 978-4-309-42147-6）
- 『たわけ本屋一代記 蔦屋重三郎』（増田晶文著、日刊現代、2025年、ISBN 978-4065385524）

映画
- 『写楽』（1995年、監督：篠田正浩、演：フランキー堺） ※写楽研究家として知られるフランキー堺が企画総指揮と脚色（堺正俊名義）をし自ら蔦屋重三郎も演じた[118]。

テレビドラマ
- 『べらぼう〜蔦重栄華乃夢噺〜』（2025年、NHK大河ドラマ、演：横浜流星（幼少期： 高木波瑠））[119][120][121]

舞台演劇
- 『きらら浮世伝』（1988年初演、脚本：横内謙介、演：五代目 中村勘九郎。2020年再演、演：六角精児）[122][123]

漫画
- 『じょなめけ』（嘉納悠天・作）週刊モーニング（講談社）2007年30号から連載[124]。コミックス全3巻（完結）[125]
- 『江戸の蔦屋さん』（桐丸ゆい・作）まんがタイムジャンボ（芳文社）2016年2月号から2018年4月号まで連載。コミックス全2巻（完結）[126]

## 関連項目

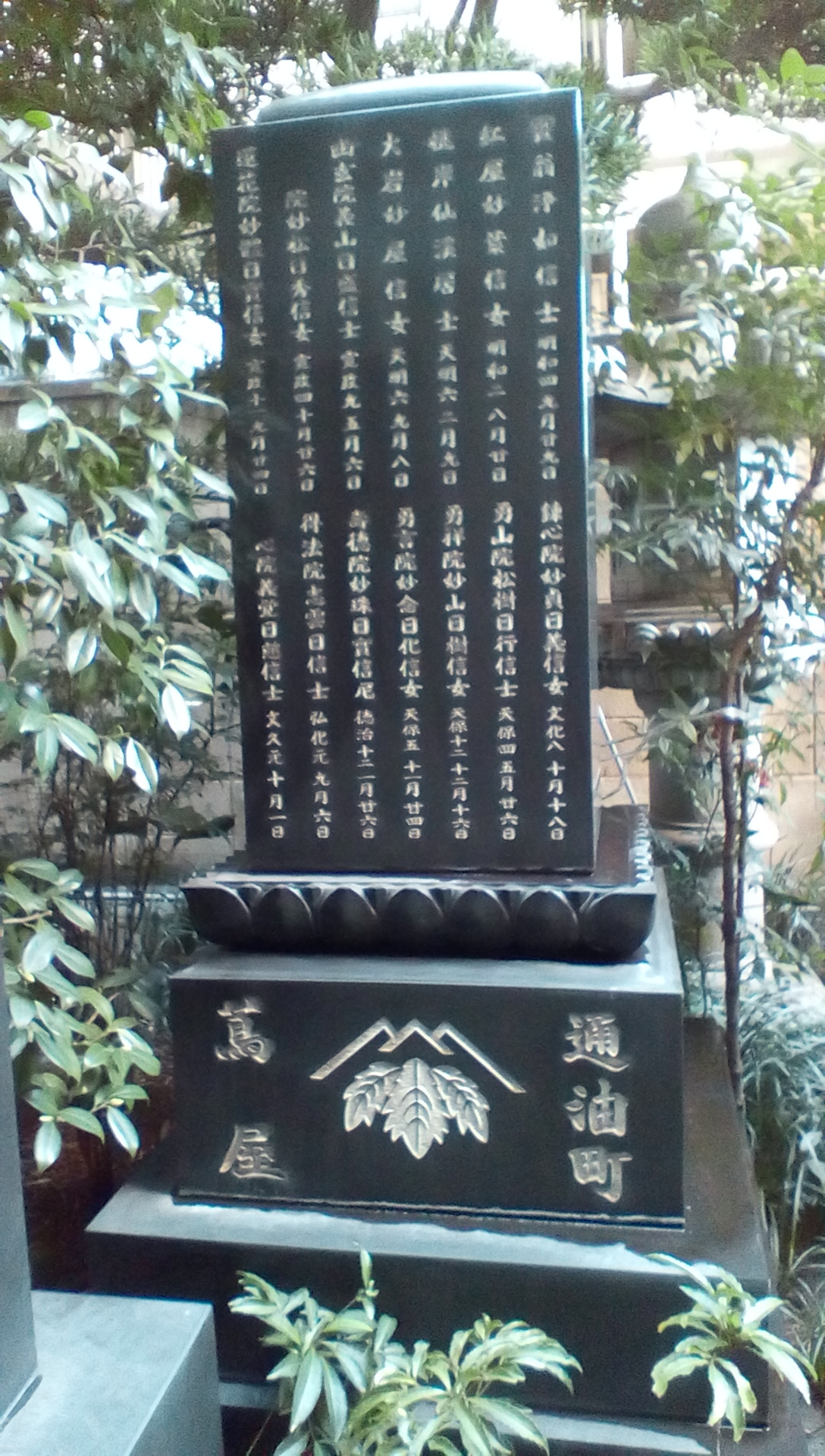
正法寺にある蔦重の墓碑。